# 피터 자이한

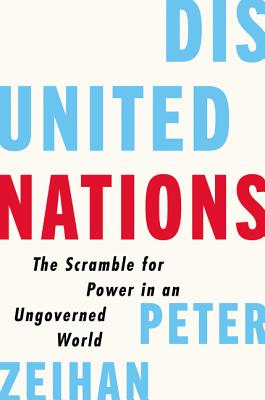
피터 자이한의 저서인 <Disunited Nations>

피터 자이한(Peter Zeihan; 1973년 1월 18일~ )은 지정학 분석가로 그의 저서로 유명하다.  그는 주로 지리, 인구, 국제 정치의 자료를 분석하여, 미래의 경제적 추세와 패권 싸움에서 승자가 누가 될 것인지를 예측한다.

## 평가
피터 자이한의 세계관은 미국 중심적이며 미국이 다분히 세계 강대국으로 지속될 것임을 지정학적, 인구학적으로 분석한다.  그는 중국의 미래가 암울하며, 일본의 인구 감소에 대해 우려를 표했고, 한국이 어느 쪽으로 서느냐에 따라 미래가 바뀔 수 있다고 주장한다.

## 저서
- The Accidental Superpower: The Next Generation of American Preeminence and the Coming Global Disorder (Hachette Book Group, 2014)
- The Absent Superpower: The Shale Revolution and a World Without America (Zeihan on Geopolitics, 2017)
- Disunited Nations: The Scramble for Power in an Ungoverned World (Harper Business, 2020

### 번역된 저서
- 셰일 혁명과 미국 없는 세계 (2019년 1월 29일, 홍지수 역, 김앤김북스)
- 21세기 미국의 패권과 지정학 (2018년 7월 30일, 홍지수·정훈 역, 김앤김북스)
- 각자도생의 세계와 지정학 (2021년 1월 28일, 홍지수 역, 김앤김북스)

## 같이 보기
- 이춘근
- 이병태 (교수)
- 브레턴우즈 체제